# Cheilosia iberica
Cheilosia iberica är en tvåvingeart som beskrevs av Marcos-García och Claussen 1989. Cheilosia iberica ingår i släktet örtblomflugor, och familjen blomflugor.
Artens utbredningsområde är Spanien. Inga underarter finns listade i Catalogue of Life.